# Parasciobia
Parasciobia is een geslacht van rechtvleugeligen uit de familie krekels (Gryllidae). De wetenschappelijke naam van dit geslacht is voor het eerst geldig gepubliceerd in 1935 door Lucien Chopard.

## Soorten
Het geslacht Parasciobia  is monotypisch en omvat slechts de volgende soort:
- Parasciobia indica (Chopard, 1935)